# ドネツク人民共和国 (ロシア連邦)

ドネツク人民共和国
Донецкая Народная Республика  (ロシア語)

ドネツク人民共和国（ドネツクじんみんきょうわこく、ロシア語: Донецкая Народная Республика）は、2022年9月にロシアが住民投票によりドネツク人民共和国（ドネツィク州）の併合を一方的に宣言し、ロシアを構成する連邦構成主体として設置された共和国。ロシアに併合される前は、ドネツク人民共和国が独立した形で2014年から2022年までこの領土を支配していた。

## 歴史
2022年9月30日、ドネツク人民共和国はルガンスク人民共和国、ヘルソン州、ザポリージャ州と共にロシアによって一方的に併合された。この併合は、加盟国 （ロシアとウクライナの両方を含む） が国際連合憲章と国際法を遵守することが求められていることに基づいて、国際連合によって違法と見なされた。国連憲章は、ある国による別の国による領土の併合は、他の国が有権者に対して武力 （特に武力） を使用して脅迫したり、併合を支持するように国民投票を不正に操作したりする場合、違法であるとしている。ロシアは脅迫的な軍隊として文書化されており（具体的には、併合を支持する賛成票ではなく反対票を投じることを選択した場合、ウクライナ市民に対する殺害の脅迫）、このため、国連は結果を違法であると宣言し、すべての加盟国に承認しないよう求めた。9月30日現在、併合を支持する声明を発表した政府はなく、国連の勧告は現在、世界のすべての国が従っている。実際、国際紛争でしばしばロシアの側に立つインドやガーナのような国でさえ、ロシアに反対する声明を出している。ただし北朝鮮は、この併合は合法だとの声明を出している。

### 住民投票
ロシア中央選挙管理委員会がドネツク人民共和国のセクションを通じて発表した結果によると、99.23%（有権者数は2,116,800人）が併合を支持した。多くの票が、武装した職員の戸別訪問により集められたとされている。

### ウクライナ軍の攻撃
2022年10月16日、ドネツク市の市議会ビルで会合が開かれている途中にウクライナ軍からHIMARSで攻撃を受けたと報じられた。同日、モスクワのクレムリンが、「ウクライナがドネツク人民共和国にロケット弾攻撃を実行した」と非難し、2人が負傷したと述べた。
12月、ドネツク市内のホテルが砲撃に遭い、ビタリー・ホツェンコ首相が負傷した。同じホテルにはロシア連邦元副首相ドミトリー・ロゴージンや国会議員も宿泊していた。

## 地理
東はロストフ州、西はウクライナ、南はザポロージェ州、北はルガンスク人民共和国と国境を接している。更に18 の地区、52 の都市、5 つの都市集落にそれぞれ分けられている。

### 主な都市
- ドネツク･･･州最大の都市
- マリウポリ･･･州内二番目の都市
- マケエフカ･･･州内三番目の都市
- ゴルロフカ･･･州内四番目の都市
- エナキエヴォ
- アルチェモフスク
- アヴディエフカ
- ソレダル

以下の都市はウクライナ軍の支配下にあり、ウクライナに占領されている都市とされる。
- クラマトルスク･･･ロシア管轄下に無い都市の中では州内最大の都市でウクライナ側の州都
- スラヴャンスク･･･管轄が及んでない地域では2番目の大きな都市
- クラスノアルミンスク
- リマン
- シヴェルスク

## 経済

ドネツク人民共和国の都市などを記載した地図。

ドネツク鉄道、マリウポリ港、ドネツク国際空港や、マリウポリとクラマトルスクに位置する空港を始めとした高速道路などの交通インフラが存在する。またドネツクとアゾフは経済特区として整備が進められ、優遇税制が導入された。